# 武裝鱯
武裝鱯，為輻鰭魚綱鯰形目鱨科的其中一種，為熱帶淡水魚類，分布於亞洲印度、孟加拉淡水、半鹹水流域，體長可達14.5公分，棲息在水質清澈、礫石底質溪流底層水域，生活習性不明，可做為食用魚及觀賞魚。

## 扩展阅读
維基物種上的相關：武裝鱯